# Singara mantasoa
Singara mantasoa är en fjärilsart som beskrevs av Pierre E.L. Viette 1981. Singara mantasoa ingår i släktet Singara och familjen nattflyn. Inga underarter finns listade i Catalogue of Life.